# Titan Armoured Vehicle Launcher Bridge
Le Titan Armoured Vehicle Launcher Bridge (AVLB) ("Armoured vehicle launched bridge" étant un terme générique anglo-saxon pour le véhicule blindé pontonnier) est un véhicule militaire du génie britannique dérivé du char de combat Challenger 2. Il est fabriqué par Alvis, une filiale de BAE Systems (maintenant BAe Global Combat Systems) à Newcastle upon Tyne.

## Caractéristiques
C'est un véhicule qui permet de mettre en place des ponts sur des coupures atteignant jusqu’à 60 mètres en étant protégés des tirs adverses. L'équipage se compose d'un pilote, d'un chef de char et d'un tireur.
La version Trojan de génie de combat du Challenger 2 peut aussi être équipée d'une lame à l'avant pour repousser les obstacles, d'une chenille afin de faire exploser les mines ou d'un système de lancement Python (système permettant l'ouverture de brèches dans les champs de mines).

## Historique
Un contrat d'une valeur de 250 millions de livres sterling a été attribué en 2001 au début de la fourniture de 66 véhicules de génie (33 Titan et 33 Trojan) pour remplacer le Chieftain Armoured Vehicle-Launched Bridge (FV4205) - 25 en ligne en 2008, 2 en 2015 - et la version de génie de combat du char Chieftain. Ils entrent en service à partir de 2006 dans les Royal Engineers. Entre 8 et 22 sont en service entre 2008 et 2015.

## Caractéristiques des ponts
Quatre ponts de la famille BR90 conçus par Vickers Bridging et entrés en service entre 1996 et 1997 peuvent être installés sur cette AVLB, environ 190 de ces ponts et véhicules associés ont été construits. Les plus petits peuvent être mis en place en 90 secondes et les plus grands en 2 minutes :
|                                       | no 10 (26) | no 10 (22) | no 11    | no 12    |
| ------------------------------------- | ---------- | ---------- | -------- | -------- |
| longueur                              | 26 m       | 22 m       | 16 m     | 13,5 m   |
| largeur                               | 4 m        | 4 m        | 4 m      | 4 m      |
| poids                                 | 12 632 kg  | 10 681 kg  | 6 714 kg | 5 631 kg |
| longueur maxi de la coupure           | 24,5 m     | 20,5       | 14,5 m   | 12 m     |
| poids maxi des véhicules franchissant | 105 T      | 105 T      | 105 T    | 105 T    |